# Oppo Reno5 Z
Oppo Reno5 Z — смартфон, розроблений компанією OPPO, що входить у серію Reno. Був представлений 4 квітня 2021 року. В деяких країнах смартфон був представлений як Oppo A94 5G. В Індії був представлений Oppo F19 Pro+, що є перейменованим Reno5 Z з підтримкою більшої потужності зарядки. Також у Китаї продається Oppo A95 5G, що є ідентичною моделлю до Oppo A94 5G, але без сенсора глибини.

## Дизайн
Екран виконаний зі скла Corning Gorilla Glass 5. Корпус виконаний з пластику.
Знизу розміщені роз'єм USB-C, динамік, мікрофон та 3.5 мм аудіороз'єм. Зверху розташований другий мікрофон. З лівого боку розміщені кнопки регулювання гучності та слот під 2 SIM-картки і карту пам'яті формату microSD до 256 ГБ. З правого боку розміщена кнопка блокування смартфону.
Oppo Reno5 Z продається у кольорах Fluid Black (чорний) та Cosmo Blue (блакитний).
Oppo F19 Pro+, A94 5G та A95 5G доступні у кольорах Fluid Black (чорний), Cosmo Blue (блакитний) та Space Silver (сріблястий).

## Технічні характеристики

### Платформа
Смартфони отримали процесор MediaTek Dimensity 800U та графічний процесор Mali-G57 MC3.

### Батарея
Батарея отримала об'єм 4310 мА·год. F19 Pro+ отримав підтримку швидкої зярядки потужністю 50 Вт, а всі інші моделі — 30 Вт.

### Камери
Oppo Reno5 Z, F19 Pro+ та A94 5G отримали основну квадрокамеру 48 Мп, f/1.7 (ширококутний) з фазовим автофокусом + 8 Мп, f/2.2 (ультраширококутний) з кутом огляду 119˚ + 2 Мп, f/2.4 (макро) + 2 Мп, f/2.4 (сенсор глибини).
Oppo A95 5G отримав основну потрійну камеру 48 Мп, f/1.7 (ширококутний) з фазовим автофокусом + 8 Мп, f/2.2 (ультраширококутний) з кутом огляду 119˚ + 2 Мп, f/2.4 (макро).
Основна камери всіх моделей має можливість зйомки відео в роздільній здатності 4K@30fps.
Всі моделі отримали фронтальну камеру 16 Мп, f/2.4 (ширококутний) з фазовим автофокусом та здатність запису відео у роздільній здатності 1080p@30fps.

### Екран
Екран Super AMOLED, діагональ 6.4", роздільна здатність FullHD+ (2400 × 1080) зі щільністю пікселів 409 ppi, співвідношенням сторін 20:9, частотою оновлення дисплею 90 Гц та круглим вирізом під фронтальну камеру, що знаходиться зверху в лівому кутку. Також під дисплей вбудований сканер відбитків пальців.

### Пам'ять
Oppo Reno5 Z, F19 Pro+ та A94 5G продаються в комплектації 8/128 ГБ.
Oppo A95 5G продається в комплектаціях 8/128 та 8/256 ГБ.

### Програмне забезпечення
Смартфони були випущені на ColorOS 11.1 на базі Android 11. Були оновлені до ColorOS 13.1 на базі Android 13.